# Aconitum helenae
Aconitum helenae är en ranunkelväxtart som beskrevs av V.N. Voroshilov. Aconitum helenae ingår i släktet stormhattar, och familjen ranunkelväxter. Inga underarter finns listade i Catalogue of Life.